# Rho-GTPase
Die Familie der Rho-GTPasen (Ras homologue) gehört zur Superfamilie der kleinen GTPasen mit einer molaren Masse von 20 bis 40 kDa. Sie sind wichtige Regulatoren der Signaltransduktion, indem sie Signale ausgehend von den Rezeptoren zu den Effektoren weiterleiten und so verschiedenste Zellfunktionen beeinflussen.
Im menschlichen Genom wurden bisher über 20 Gene ermittelt, die Proteine der Rho-Familie codieren. Rho-GTPasen können in fünf Unterfamilien mit jeweils mehreren Mitgliedern unterteilt werden: Rho, Rac, Cdc42, Rnd und RhoBTB. Daneben gibt es einzelne Rho-GTPasen, die keiner dieser Unterfamilie zugeordnet werden. Rho-GTPasen regulieren viele zelluläre Vorgänge, wie die Organisation und den Umbau des Aktinzytoskeletts, Zelladhäsion, Migration, Zellpolarität, Zellteilung, Membrantransport, Vesikeltransport und Onkogenese.
Drei gut untersuchte Unterfamilien sind Rho, Rac und Cdc42:
- Rho ist für die Formierung und Kontraktion von Stressfasern sowie für die Ausbildung von fokalen Adhäsionskontakten, Stellen, an denen Stressfasern mittels Integrinen an die extrazelluläre Matrix gekoppelt sind, verantwortlich. Stressfasern können sich durch die gesamte Zelle oder durch Teile einer Zellen ziehen. Sie dienen außerdem bei der Zellteilung nach abgeschlossener Mitose zur Abschnürung der Zellen.
- Wird Rac aktiviert, kommt es zur Formation von Lamellipodien, flachen Ausstülpungen der Zellmembran, und zur Entstehung von Membrankräuselungen. Lamellipodien finden sich am Leitsaum der Membran und bestehen aus netzwerkartig polymerisiertem Aktin. Sie sind in der Lage, neue adhäsive Kontakte auszubilden und treiben die Zelle bei der Zellmigration voran.
- Cdc42 reguliert die Ausbildung von Filopodien, welche dünne längliche Ausstülpungen der Plasmamembran darstellen. Sie bestehen aus Bündeln von Aktinfilamenten, die durch aktinbindende Proteine vernetzt sind.